# Sampolo
Sampolo (en cors Sampolu) és un municipi francès, situat a la regió de Còrsega, al departament de Còrsega del Sud. L'any 1999 tenia 52 habitants.

## Demografia
| 1962 | 1968 | 1975 | 1982 | 1990 | 1999 |
| ---- | ---- | ---- | ---- | ---- | ---- |
| 148  | 154  | 136  | 82   | 49   | 52   |

## Administració
| Període | Identitat         | Partit | Qualitat |
| ------- | ----------------- | ------ | -------- |
| 2001-   | Christiane Leccia |        |          |